# Баундари Парк
Ба́ундари Парк (англ. Boundary Park), официальное спонсорское название — SportsDirect.com Парк (англ. SportsDirect.com Park) — спортивный стадион в Олдеме, Большой Манчестер, Англия. Расположен на северо-западе Олдема. Домашний стадион футбольного клуба «Олдем Атлетик».

## История
В конце XIX века на месте нынешнего стадиона находился стадион «Атлетик Граунд», на котором выступал первый в Олдеме профессиональный футбольный клуб, «Олдем Каунти». В 1899 году «Олдем Каунти» прекратил своё существование, и другой местный клуб «Пайн Вилла» (Pine Villa) получил право на землю со стадионом и изменил название на «Олдем Атлетик». Вскоре у руководства клуба возникли разногласия с владельцем земли под стадионом и он перебрался на другую площадку, «Хадсон Фолд», расположенной в нескольких сотнях ярдов. В 1906 году «Олдем Атлетик» вернулся на более вместительный «Атлетик Граунд». В дальнейшем стадион был переименован в «Баундари Парк». В 1986 году на стадионе был уложен искусственный газон. После доклада Тейлора стадион был сделан полностью сидячим.

## Вместимость
В настоящее время стадион вмещает более 13 тысяч зрителей и является полностью сидячим начиная с сезона 1994/95 (по итогам предыдущего сезона «Олдем» выбыл из Премьер-лиги). До этого стадион вмещал почти 50 000 зрителей. Максимальная посещаемость «Баундари Парк» (47 671 зрителей) была зафиксирована в матче Кубка Англии 1930 года, в котором встретились «Олдем Атлетик» и «Шеффилд Уэнсдей». Самая высокая посещаемость матча в лиге составила 45 304 человека, это был матч против «Блэкпула» в том же 1930 году.

## «Фантастик пластик»

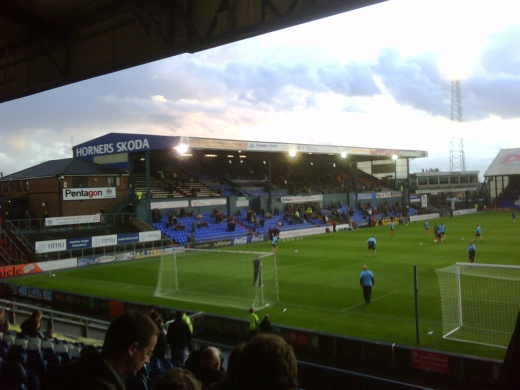
Внутри стадиона

В 1986 году клуб принял решение об укладке искусственного газона с целью сбора большего количества денег от проведения матчей в любых погодных условиях. Это совпало с удачным периодом в истории клуба под руководством главного тренера Джо Ройла. В 1987 году «Олдем» сыграл в плей-офф за право выхода в высший дивизион, а в сезоне 1989/90 клуб дошёл до финала Кубка Футбольной лиги и полуфинала Кубка Англии, обыграв по пути такие именитые команды как «Арсенал», «Саутгемптон», «Эвертон» и «Астон Вилла». Критики утверждали, что своим успехам клуб обязан непривычному для других команд искусственному покрытию поля, которое давало «Олдему» преимущество в домашних играх. В 1991 году накануне игры против «Портсмута» на «Фраттон Парк» главный тренер «помпи» завяил о том, что «Олдем» не умеет так хорошо играть на других газонах. Ройл зашёл в раздевалку к своим игрокам перед игрой и передал им эти слова. «Олдем Атлетик» разгромил соперника на их стадионе со счётом 4:1.
По итогам сезона 1990/91 «Олдем» вышел в высший дивизион. Последний матч на «пластиковом» поле стал одним из самых ярких. Для победы во Втором дивизионе «латикс» в последнем туре должен был обыгрывать «Шеффилд Уэнсдей» и надеяться на поражение «Вест Хэм Юнайтед». После часа игры «Шеффилд Уэнсдей» выигрывал со счётом 2:0, но затем один гол отыграл Иан Маршалл, а в последние десять минут матча Пол Бернард сравнял счёт. В параллельном матче «Вест Хэм» проигрывал. Уже в компенсированное судьёй время Энди Барлоу упал в штрафной площади «Уэнсдей», и арбитр назначил пенальти. Нил Редферн реализовал одиннадцатиметровый, обеспечив «Олдему» победу и выход в высший дивизион (к этому моменту стало известно, что «Вест Хэм» проиграл «Ноттс Каунти» со счётом 2:1). После этого на поле «Баундари Парк» выбежали толпы болельщиков, празднующих выход своей команды в элитный дивизион.
После выхода в Первый дивизион для соответствия правилам лиги «Олдем Атлетик» был вынужден убрать пластиковый газон, заменив его на натуральный. В дальнейшем клуб выступал в высшем дивизионе на протяжении трёх сезонов (1991/92, 1992/93 и 1993/94), после чего покинул Премьер-лигу. В 1997 году «Олдем» опустился в третий по значимости дивизион английских лиг. С тех пор и по настоящее время клуб играет в третьем дивизионе (в настоящее время он называется Лига один.

## Рекорды
«Баундари Парк» анекдотически известен как «самый холодный стадион в Футбольной лиге», получив от Джо Ройла прозвище «Полярная станция Зебра» (Ice Station Zebra) — отсылка к одноименному фильму.
«Баундари Парк» расположен на высоте 160 метров над уровнем моря. Таким образом, он является вторым по высоте над уровнем моря среди всех стадионов четырёх высших дивизионов английского футбола после «Хоторнс», домашнего стадиона «Вест Бромвич Альбион» (168 метров).

## Редевелопмент

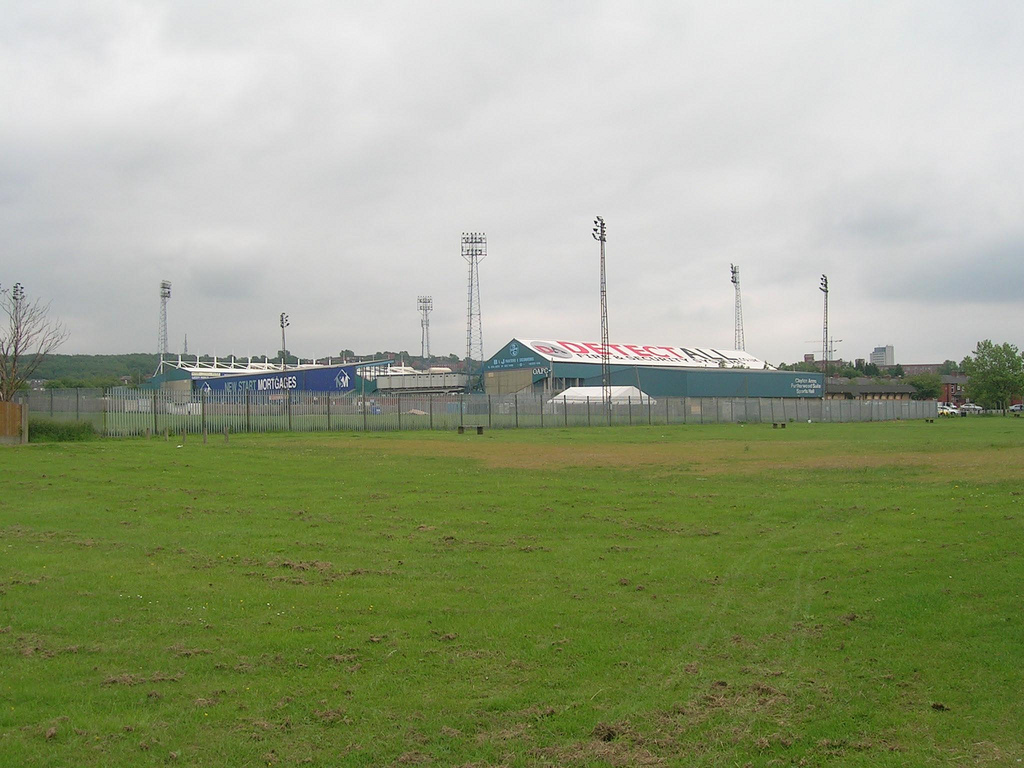
«Баундари Парк» в 2008 году

В конце 1990-х обсуждались планы о строительстве нового 20-тысячного стадиона для «Олдема», но до конкретной реализации не дошло.
В феврале 2006 года «Олдем Атлетик» обнародовал планы редевелопмента «Баундари Парк». Согласно им, предполагалась реконструкция всех трибун, кроме «Рочдейл Роуд Энд». По завершении работ стадион должен был вмещать 16 тысяч зрителей, а стоимость реконструкции составила 80 млн фунтов.
В ноябре 2007 года клуб получил исходно-разрешительную документацию на трибуну «Бродуэй» (Broadway Stand), однако городской совет Олдема дал отрицательное заключение на проект дальнейшей реконструкции стадиона из-за возражений местных жителей и собственников. 12 декабря 2007 года, после рассмотрения изменённого проекта, собрание городского совета Олдема дало разрешение на редевелопмент стадиона под новым названием «Олдем Арена». В проект вошёл новый конференц-зал, отель, а также опция строительства казино.
В мае 2008 года начался демонтаж трибуны «Бродуэй», после чего строители приступили к возведению новой трибуны, однако эти работы затянулись из-за финансового кризиса.
В июле 2011 года городской совет Олдема предложил клубу £5,7 млн в фонд работ по редевелопменту «Баундари Парк», куда были включены работы по реконструкции трибуны «Бродуэй». Таким образом, был положен конец дискуссии о переезде клуба на новый стадион.
В апреле 2013 года городской совет Олдема подтвердил планы по реконструкции стадиона, включающие в себя возведение новой северной трибуны вместимостью 2671 человек, а также фитнес-центра, спортивного бара и других помещений. Подготовительные работы начались летом 2013 года.
17 октября 2015 года был открыт сидячий ярус на северной трибуне. Новая северная трибуна значительно выше своей предшественницы, хотя её вместимость примерно та же. Однако за счёт увеличенной высоты трибуны в ней удалось разместить торгово-офисные площади, залы и другие помещения.